# Генерал-капітанство Філіппіни
Генерал-капітанство Філіппіни (ісп. Capitanía General de las Filipinas) — адміністративно-територіальна одиниця Іспанської імперії, що існувала в 1574—1898 роках. Головою колоніального уряду призначали генерал-капітана.
Номінально генерал-капітанства входили до складу того чи іншого віцекоролівства, але фактично підпорядковувалися безпосередньо метрополії. З 1822 року на посаду генерал-капітана почали обирати серед військових.

## Історія

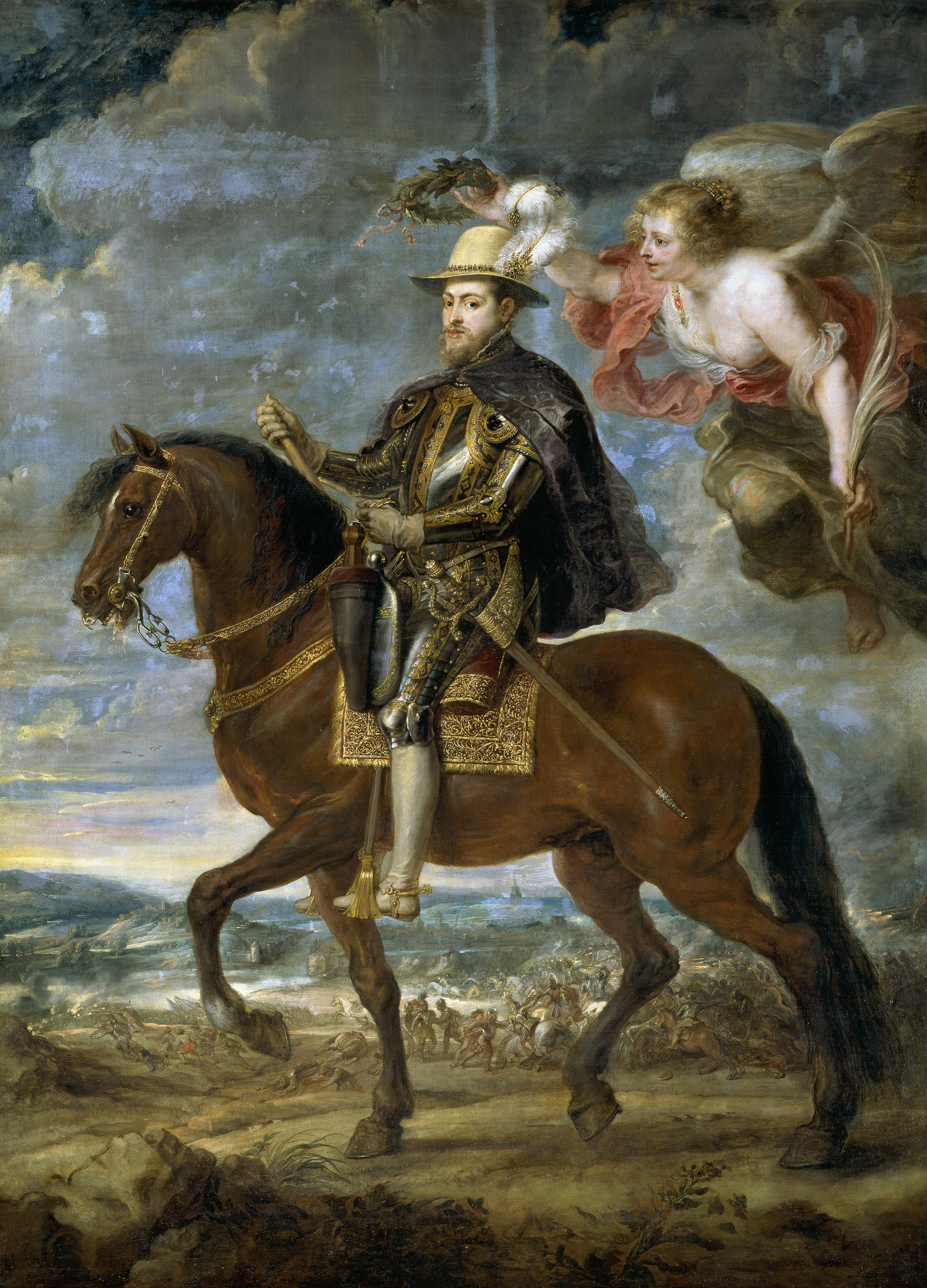
Перший іспанський король Філліп II під час якого відбулася колонізація. Робота художника Рубенса

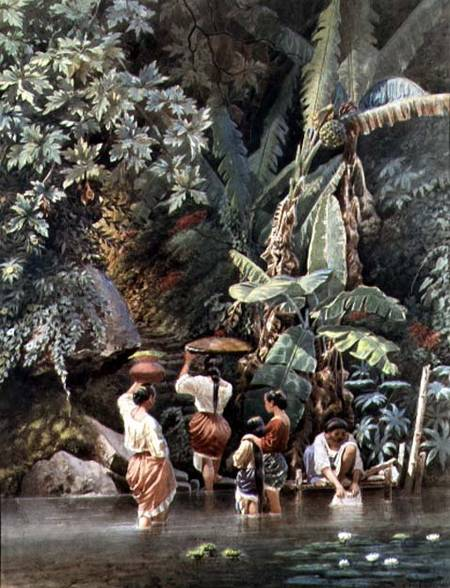
Філіппінські жінки під час іспанської колонізації. Робота художника Ендрюса

У 1565 році після завоювання Філіппін іспанцями, архіпелаг Палау та низка інших іспанських островів у Тихому океані стали підпорядковуватися території генерал-капітанства Філіппін, створеного в 1574 році як частина іспанської Східної Індії зі столицею, розташованою в колоніальному центрі Маніли. У підпорядкуванні генерал-капітанства були не тільки Філіппінські острови, а й вся Іспанська Ост-Індія. Проте іспанці на острові з'явилися з початком проповідництва лише з кінця XVII ст., а фактично їхнє керування почалося з XVIII ст.
У ході реформ Бурбонів королівським декретом від 17 липня 1784 року в Манілі було утворено інтендантство, якому передали питання економіки й фінансів, а в наступні роки були створені додаткові інтендантства на багатьох островах колонії, проте в 1787 році вони були ліквідовані, а їхні функції повернуті у відання генерал-капітанства.
На початку всі генеральні капітани призначалися серед цивільних, але з 1822 року в зв'язку з повстаннями в іспанських колоніях вони почали обиратися серед військових. Протягом другої половини ХІХ ст. були створені на більшості островів були створені органи місцевого самоврядування та військові поселення.
Існування генерал-капітанства припинилося в 1898 році, коли філіппінськими повстанцями була проголошена Перша Філіппінська республіка. В результаті іспансько-американської війни 1898 року більшість тихоокеанських островів, що належали Іспанії перейшло під контроль США, а решта в 1899 році були продані Німецькій колоніальній імперії.

## Іспансько-філіппінське песо

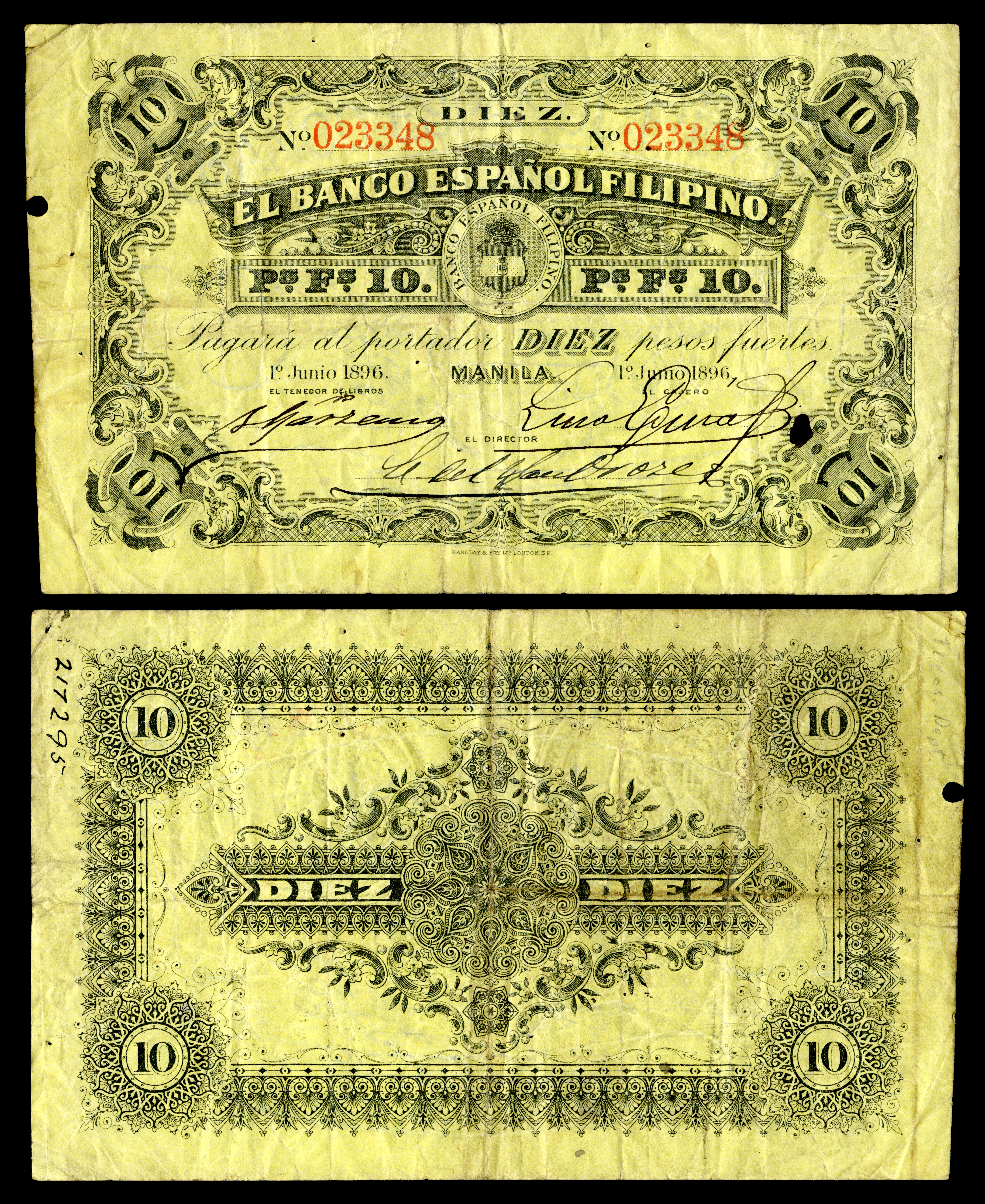
10 іспансько-філіппінських песо, 1896 рік

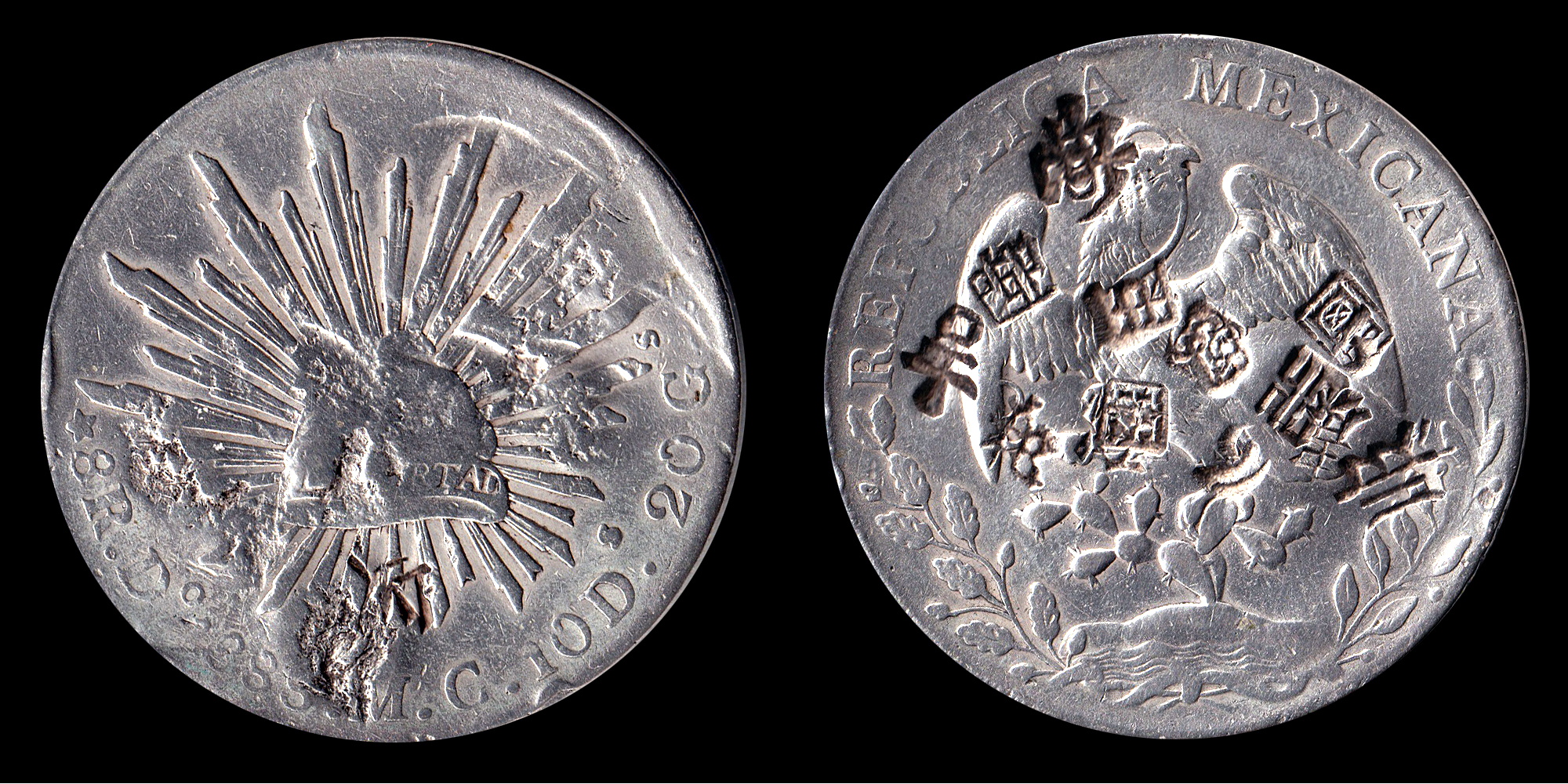
8 мексиканських реалів з надкарбованими китайськими ієрогліфами

До Маніли та до інших іспанських колоній до 1890-х років транспортувалися мексиканські срібні песо, де обмінювалися на китайські та філіппінські товари, тоді як срібло було єдиним товаром на який погоджувалися здійснювати обмін китайські купці. У торгівлі іспанські долари та мексиканські песо часто надкарбовувалися китайськими ієрогліфами, які підтверджували те, що монета була перевірена на справжність авторитетним торговцем. Також на великих срібних та золотих іспанських монетах та  монетах Латинської Америки надкарбовувалися під короною ініціали іспанських монархів. Специфікації іспанського долара стали стандартом для торгівлі на Далекому Сході, згодом із західними державами, що випускають торгові долари, та прирівнювалися до колоніальних валют з британськими, португальськими та ін. Перші китайські юані колоніального періоду мали ту саму ж монетарну систему, що й іспанський долар. Нова назва юань китайською означала долар. У самому Китаї довгий час вагово-грошовою одиницею залишався таель. Водночас, починаючи з 1750-х років, карбувалися дрібні спеціальні монети для генерал-капітанства. В період 1852-1898 році карбувалися срібні сентімо та песо для генерал-капітанства номіналами 10, 20, 50 центімо, 1 песо, та в золоті 2  та 4 песо.